# Аутрам Бенгс
Аутрам Бенгс (англ. Outram Bangs; 12 січня 1863 у Вотертауні штат Массачусетс  — 22 вересня 1932) — американський колекціонер і зоолог.

## Біографія
Навчався у Гарварді з 1880 по 1884 рік. У 1890 році він розпочав систематичні дослідження ссавців східної частини Північної Америки, а також збирати зразки птахів. Бенгс був призначений помічником Відділу маммалогії в Гарварді та став куратор ссавців в Гарвардському музеї порівняльної зоології в 1900 році. Він відвідав Ямайку в 1906 році й зібрав понад 100 птахів, але його подорож скоро була перервана через хворобу, що перебігала з гарячкою, найімовірніше це була малярія. У його колекції було більше 10.000 шкур і черепів ссавців, в тому числі понад 100 видів зразків, він передав у Гарвардський коледж в 1899 році. У 1908 році його колекція з понад 24.000 шкур птахів була представлена в Музеї порівняльної зоології, і він поповнював колекцію й надалі. Він написав понад 70 книгах і статтях, 55 з них на ссавців, включаючи:

## Публікації
- The hummingbirds of the Santa Marta Region of Colombia (1899)
- The Florida Puma (1899)
- The Mammals and Birds of the Pearl Islands, Bay of Panama (1905)
- Notes on the Birds and Mammals of the Arctic Coast of East Siberia (1914)